# Дионисий Фурноаграфиот
Дионисий Фурноаграфиот или Дионисий от Фурна (на гръцки: Διονύσιος εκ Φουρνά) е гръцки атонски монах, иконописец, теоретик на иконописта от XVII – XVIII век.

## Биография
Роден е във Фурна, край Аграфа, поради което носи прякора си Фурноаграфиот, тоест Фурноаграфски. Автор е на широко известен сборник наставления и указания по иконопис, получил названието „Ерминия на Дионисий Фурноаграфиот“, използван и от иконописци и от историците на изкуството. Дионисий пише своята „Ерминия“ в 1730 – 1733 година и за пръв път включва в нея както указания за особеностите на изображението на различните сюжети или светци (т.е. указания свойственни на иконописните наръчници), но и общи технически наставления по иконопис. За работата си над нея Дионисий привлича своят ученик Кирил от Хиос, активно използващ фрагменти от йерусалимски анонимни ерминии. Сборникът включва 72 параграфа с технологически наставления по иконопис и около 560 параграфа с описание на иконографията на Светото Писание и различните светци. Своята работа Дионисий посвещава на Богородица, като в посвещението във въведението казва, че той, подражавайки на апостол Лука, по преданието първия иконописец, решил да напише свой труд по иконопис.

## Текстове
- Interpretation of Painting Art (Ερμηνεία της Ζωγραφικής Τέχνης)[3]

## Галерия
- „Иисус на трон“
- „Свети Анастасий Атонски“
- „Раждането на Иисус“, икона от Света гора
- От килията на Дионисий в Света гора, икона на Йоан Кръстител и разказ за неговия живот
- „Младия Иисус“
- „Свети Йоан Кръстител Ангел на пустинята“, началото на ХVІІІ век, Мелник, дърво, платно, темпера, 119 х 81 cm